# Ceredig

Ubicación de Ceredigion en Gales.

Ceredig ap Cunedda (muerto en 453) fue rey de Ceredigion, en Gales. Podría haber nacido c. 420 en el reino britano de Gododdin, ubicado en Escocia junto al Fiordo de Forth, en la región conocida como Yr Hen Ogledd. Se conoce poco sobre él. Fue hijo de Cunedda ap Edern quien, según la tradición,  llegó a Gales con su familia desde Gododdin para cooperar en la defensa contra los invasores irlandeses. Como recompensa por su valor, su padre le cedió la parte más meridional de los territorios del noroeste de Gales reconquistados a los irlandeses. La tradición establece que el reino de Ceredigion toma su nombre de él, del mismo modo que Meirionnydd lo recibiría de su sobrino Meirion.
Debe tenerse en cuenta, no obstante, que la fiabilidad de las antiguas genealogías galesas ha sido puesta en duda, y muchas de las afirmaciones relativas al número e identidad de los descendientes de Cunedda no aparecen hasta el siglo X, en lo que podría ser un intento de reafirmar a posteriori la legitimidad de la dinastía reinante en Gwynedd.
Se dice que Ceredig tuvo una hija llamada Ina que podría ser la Santa Ina a la que está dedicada la iglesia de Santa Ina en Llanina cerca de New Quay.